# Rosanna Munerotto
Rosanna Munerotto (* 3. Dezember 1962 in Santa Lucia di Piave, Provinz Treviso) ist eine ehemalige italienische Langstreckenläuferin.
Als Bahnläuferin nahm sie zweimal an Olympischen Spielen teil: Über 10.000 m kam sie 1988 in Seoul auf Platz 14, 1992 in Barcelona auf Platz 16. Bei den Leichtathletik-Weltmeisterschaften 1991 in Tokio belegte sie über dieselbe Distanz den 15. Platz. 1993 wurde sie italienische Meisterin im Crosslauf.
Die größten Erfolge erzielte sie allerdings im Straßenlauf. 1992 gewann sie die Maratona d’Italia in 2:29:34 h und errang bei der Erstaustragung der Halbmarathon-Weltmeisterschaften Bronze. 1994 wurde sie Achte beim Marathon der Leichtathletik-Europameisterschaften in Helsinki und gewann den Great North Run, und im Jahr darauf siegte sie beim Turin-Marathon in 2:29:31 h und auf der Halbmarathon-Strecke des Südtirol-Marathons. 1996 wurde sie Zweite beim Venedig-Marathon.

## Persönliche Bestzeiten
- 3000 m: 8:53:00 min, 3. Juli 1991, Stockholm
- 5000 m: 15:36,62 min, 13. Juni 1993, Arzignano
- 10.000 m: 32:05:75 min, 27. August 1991, Tokio
- 10 km: 33:07 min, 22. November 1992, Molinella (ehemaliger italienischer Rekord)
- 15 km: 48:47 min, 13. Oktober 1991, Nieuwegein (italienischer Rekord)
- Halbmarathon: 1:09:38 h, 20. September 1992, South Shields
- Marathon: 2:29:31 h, 23. April 1995, Turin